# 密勒效应
米勒效应（Miller effect）是在电子学中，反相放大电路中，输入与输出之间的分布电容或寄生电容由于放大器的放大作用，其等效到输入端的电容值会扩大1+K倍，其中K是该级放大电路电压放大倍数。虽然一般密勒效应指的是电容的放大，但是任何输入与其它高放大节之间的阻抗也能够通过密勒效应改变放大器的输入阻抗。
输入电容的增长值为
{\displaystyle C_{M}=C(1+A_{v})\,}
{\displaystyle -A_{v}}是放大器的增益，{\displaystyle C}是反馈电容。
米勒效应是米勒定理的一个特殊情况。

## 历史
米勒效应是以约翰·米尔顿·密勒命名的。1919年或1920年密勒在研究真空管三极管时发现了这个效应，但是这个效应也适用于现代的半导体電晶體。

## 推导

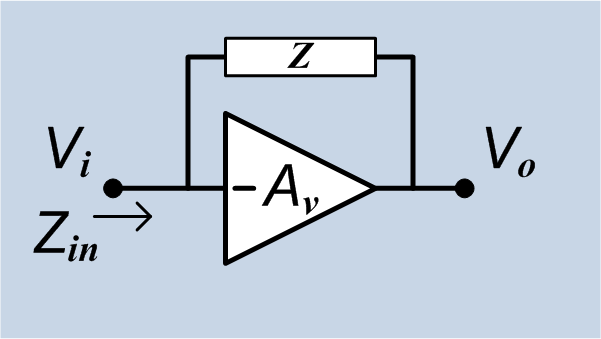
圖 1: 一個理想的電壓反相放大器，帶有將輸出連接到輸入的阻抗。

假设一个放大率为{\displaystyle -A_{v}}的理想电压放大器，其输入和输出点之间的阻抗为{\displaystyle Z}。其输出电压因此为{\displaystyle V_{o}=-A_{v}V_{i}}，输入电流则为
{\displaystyle I_{i}={\frac {V_{i}-V_{o}}{Z}}={\frac {V_{i}(1+A_{v})}{Z}}.}
这个电流流过阻抗{\displaystyle Z}，上面的方程显示由于放大器的放大率实际上一个更大的电流流过{\displaystyle Z}，实际上{\displaystyle Z}就好像它小得多一样。电路的输入阻抗为
{\displaystyle Z_{in}={\frac {V_{i}}{I_{i}}}={\frac {V_{i}Z}{V_{i}(1+A_{v})}}={\frac {Z}{1+A_{v}}}.}
假如{\displaystyle Z}是电容的话，则
{\displaystyle Z={\frac {1}{j\omega C}}}
由此导出的输入阻抗为
{\displaystyle Z_{in}={\frac {1}{j\omega C(1+A_{v})}}={\frac {1}{j\omega C_{M}}}\quad \mathrm {where} \quad C_{M}=C(1+A_{v}).}
因此密勒效应显示的电容{\displaystyle C_{M}}为实际上的电容{\displaystyle C}乘以{\displaystyle (1+A_{v})}。

## 对频率响应的影响

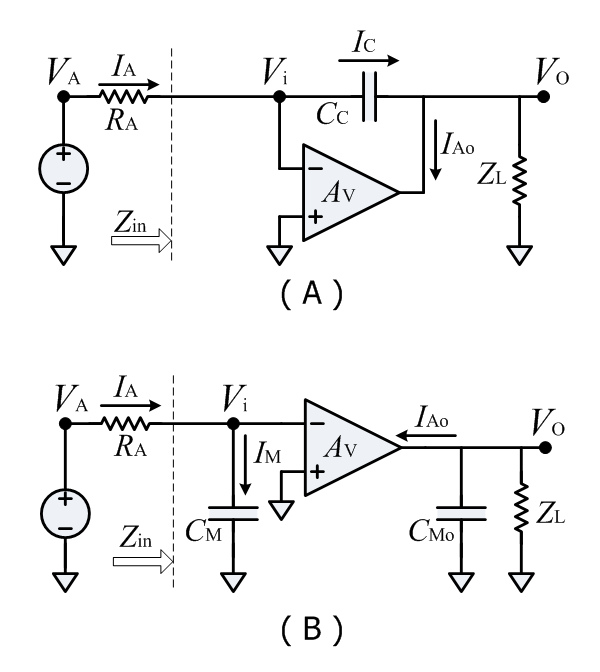
图2：带反馈电容C_{C}的运算放大器

图2(A)显示了一个放大器电路，图1中联系输出和输入的阻抗在这里是电容{\displaystyle C_{C}}。一个戴维寧电源{\displaystyle V_{A}}通过一个戴维寧电阻{\displaystyle R_{A}}驱动这个电路。在输出端一个{\displaystyle RC}电路作为负载（这个负载在这里的讨论中不重要，它仅仅被用来完整整个电路）。图中的电容向输出电路提供{\displaystyle \ j\omega C_{C}(v_{i}-v_{O})}的电流。
图2(B)中的电路与图2(A)的一样，但是使用了密勒效应。反馈电容在输入端被密勒电容{\displaystyle C_{M}}取代，它与图2(A)中的反馈电容{\displaystyle C_{C}}吸取同样多的电流。因此在两个电路中输入电路看到的负载是一样的。在输出端上一个相关电流电源向输出负载提供与图2(A)一样大的电流。也就是说流经{\displaystyle RC}负载的电流在两图中一样大。
由于流过图2(B)中的密勒电容的电流与流过图2(A)中的反馈电容一样大，米勒效应被用来把{\displaystyle C_{M}}与{\displaystyle C_{C}}联系到一起。在这个例子中这个转换相当于把电流设为相等，即
{\displaystyle \ j\omega C_{C}(v_{i}-v_{O})=j\omega C_{M}v_{i},}
或
{\displaystyle C_{M}=C_{C}\left(1-{\frac {v_{o}}{v_{i}}}\right)=C_{C}(1-A_{v}).}
这个结果即引导章中的{\displaystyle C_{M}}。
图中的运算放大器{\displaystyle A_{v}}的放大率与频率无关，但是它显示了密勒效应，也就是说{\displaystyle C_{C}}对这个电路的频率反响的影响。这个影响对于密勒效应来说是典型的。假如{\displaystyle C_{C}=0}F，则电路的输出电压为{\displaystyle A_{v}v_{A}}，它与频率无关。但是加入{\displaystyle C_{C}}不等于0的话，图2(B)显示在电路的输入端上出现了一个大电容，电路的输出电压为
{\displaystyle {\frac {v_{o}}{v_{A}}}=A_{v}{\frac {v_{i}}{v_{A}}}=A_{v}{\frac {1}{1+j\omega C_{M}R_{A}}},}
在频率足够高，{\displaystyle \omega C_{M}R_{A}>1}的情况下输出电压下降。因此整个电路是一个低通滤波器。在模拟放大器中密勒效应对电路的频率反响有非常大的影响。在这个例子中频率{\displaystyle \omega _{3dB}}在{\displaystyle \omega _{3dB}C_{M}R_{A}=1}时标志着低频反响的终点，局限着放大器的带宽或者截止頻率。
需要注意的是{\displaystyle C_{M}}对放大器带宽的限制在阻抗驱动器低（假如{\displaystyle R_{A}}小的话{\displaystyle C_{M}R_{A}}也小）的情况下比较小。因此减小密勒效应对带宽的影响的一个方法是使用低阻抗驱动器。比如在驱动器和放大器之间放一个电压跟随器，这个方法降低放大器看到的驱动器阻抗。
这个简单电路的输出电压总是{\displaystyle A_{v}v_{i}}。但是真正的放大器有输出电阻。假如在分析时考虑到放大器输出电阻的话放大器的输出电压随频率的变化就非常复杂了，输出端的受频率影响的电流电源的影响需要被考虑。由于密勒电容的影响这些效应只有在频率远高于截止频率的情况下才出现，因此这里做的推导适用于测定密勒效应决定的放大器带宽。

### 密勒近似
在上面的例子中假设{\displaystyle A_{v}}不受频率影响，但是实际的运算放大器往往本身就受频率影响。受频率影响的{\displaystyle A_{v}}使得密勒电容也受频率影响，因此{\displaystyle C_{M}}不再像一个普通的电容那样反应。不过一般{\displaystyle A_{v}}只有在频率远远高于截止频率的情况下才反映出它受频率的影响，因此在截止频率以下{\displaystyle A_{v}}可以被看作是不受频率影响的。在低频下使用{\displaystyle A_{v}}来计算{\displaystyle C_{M}}被称为密勒近似。在这种情况下{\displaystyle C_{M}}可以看作是不受频率影响的。